# المعينات الحيوية في الأطفال
البروبايوتيك في الأطفال هي عبارة عن سلالات غير ممرضة من الكائنات الحية التي يتم دمجها في النظام الغذائي لتعديل البيئة الميكروبية في القناة الهضمية، مما يؤدي إلى تغييرات هيكلية ووظيفية مفيدة في القناة الهضمية. وقد تعمل البروبايوتكس كحاجز لمنع تكوين مستعمرات من مسببات الأمراض وذلك لمنع حدوث المرض وتعزيز الجهاز المناعي. بالإضافة إلى ذلك، فإن البعض منها يقوم بتنفيذ وظائف التمثيل الغذائي مثل المساعدة في تخمر ألياف غير قابلة للهضم، وتخزين الطاقة في صورة أحماض دهنية قصيرة السلسلة. من بين جميع أنواع ميكروبات المعدة تعد البيفيدوبكتيريا واللاكتوباسلاي أهم البكتيريا النافعة، في حين أن المكورات العنقودية وكلوستريديا تعتبر ممرضة للإنسان.

## التأثيرات الصحية

### الإسهال
بما أن العديد من طرق الوقاية من الإسهال لها تأثيرات ضارة (مثل الانغلاف المعوي الناتج عن استخدام لقاح فيروس الروتا)، يتجه العلماء الآن إلى البروبيوتيك على أمل إستخدامه كمكمل لعلاج الإسهال الحاد. في مراجعة شملت 34 تجربة مقنعة وعشوائية ذات دواء وهمي تتعلق بالإسهال والبروبيوتيك، كانت النتيجة كالآتي: انخفاض إجمالي  بنسبة 52٪ في الإسهال المرتبط بالمضادات الحيوية، و انخفاض بنسبة 8٪ في الإسهال المرتبط بالسفر، و انخفاض بنسبة 34٪ في أنواع أخرى من الإسهال الحاد. تعكس هذه الأرقام تأثيرًا وقائيًا ضد الإسهال في موضوعات تشمل البالغين و الأطفال. من حيث الأطفال (عمر <18 سنة)، أظهرت سبع تجارب من أصل 12 تجربة أجريت في إطار الرعاية الصحية انخفاضاً في الإسهال الحاد بنسبة 57 ٪. لم يكن هناك اختلاف ملحوظ  في التأثير الوقائي للسلالات، أي السكاروميزيس بولاردي، واللاكتوباسيلوس رامنوس ج ج، اللاكتوباسيلوس اسيدوفيلوس، واللاكتوباسيلوس بوغاريكوس.
وجد أن البروبيوتيك فعالة في علاج الإسهال الحاد والمُعْدِي عند الأطفال، و ذلك عند الانتهاء من مراجعة تمت في عام 2001، و قد إشتملت على أكثر من 700 طفل تتراوح أعمارهم بين شهر و 48 شهرًا يعانون من الإسهال الحاد.
و قد ظهرت مراجعة أجريت عام 2002 أن اللاكتوباسيلوس سببت أنخفاضاً في معدل الإسهال الحاد ب 0.7 يوم و تكرار التبرز ب 1.6 في اليوم الثانى من العلاج. و قد كانت الجرعة الأكثر فاعلية في أكثر من عشرة بلايين وحدة لتشكيل مستعمرات من الاكتوباكيلوس خلال الـ 48 ساعة الأولى من الإسهال. علاوة على ذلك، فإن هناك أدلة تشير إلى أن البروبيوتيك يمكن أن تحمي الأطفال والرضع من الإلتهاب المعوي (المعروف أيضا باسم إنفلونزا المعدة)، و التي قد يتسبب أيضا في حدوث الإسهال.

### الإسهال المتعلق بالمضادات الحيوية

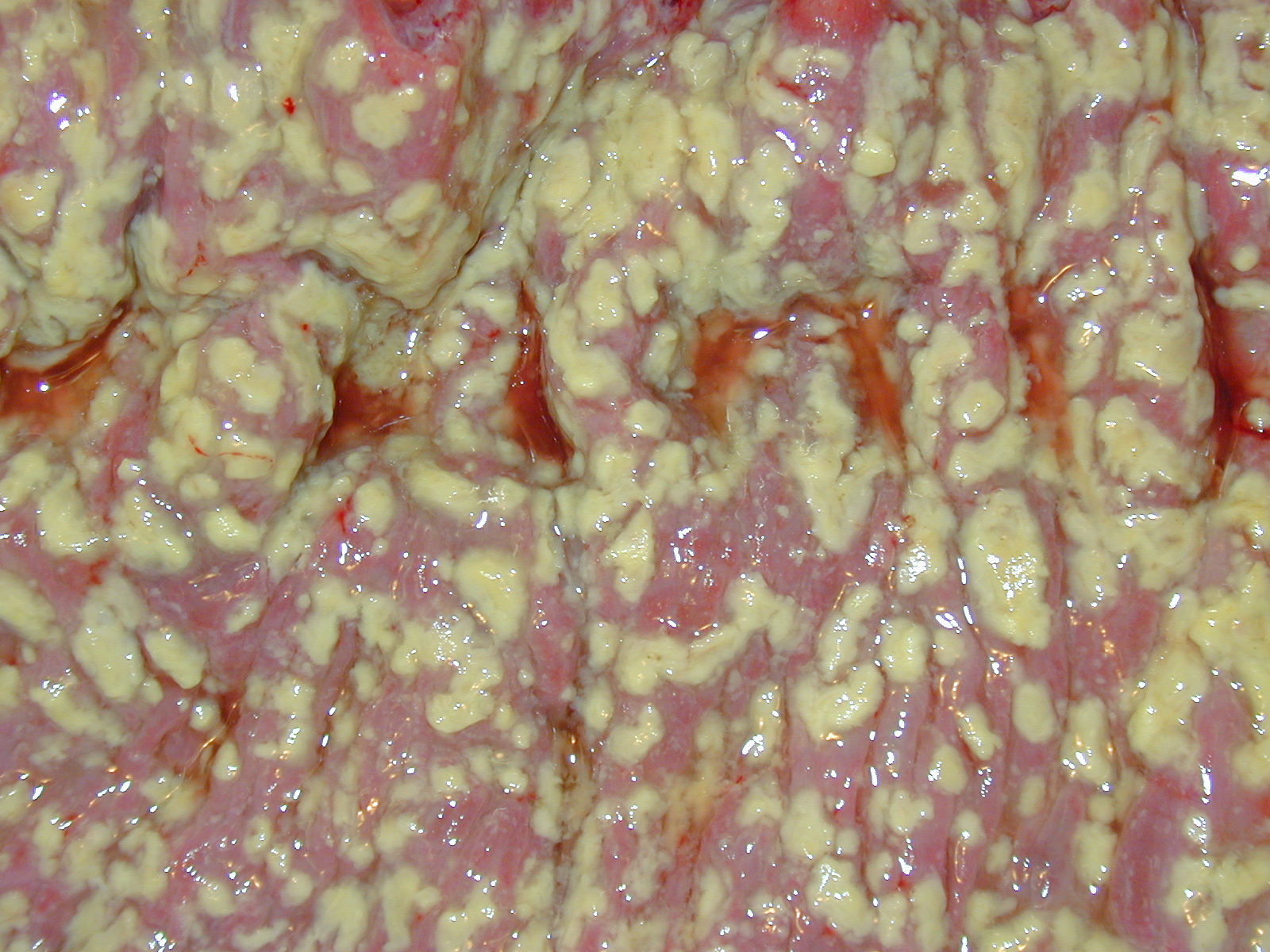
التهاب القولون الغشائي الكاذب

يمكن أن تسبب بكتيريا الكولستريديم ديفيكالي هذا المرض، و هي بكتيريا تسبب أحيانا إسهالا شديدا يعرف باسم التهاب القولون الغشائي الكاذب.
في مراجعة لستة تجارب ذات صلة بالإسهال المصاحب للمضادات الحيوية علي 766 طفل تتراوح أعمارهم بين شهر واحد وستة أعوام، كان هناك انخفاضاً عاماً في معدل الإسهال المتعلق بالمضادات الحيوية عند تغذية هولاء الأطفال بالبروبيوتيك. بمقارنة معدل الانخفاض مع دواء وهمي لوحظ أن الانخفاض من 28.5 ٪ إلى 11.9 ٪ في الواقع و ذلك عند إمداد المرضي بالبروبيوتيك إلى جانب جرعاتهم من المضادات الحيوية، قد يصاب مريض واحد بالإسهال المتعلق بالمضادات الحيوية من أصل سبعة.
في تجارب تم إجراؤها علي مجموعة من الأطفال تم إعطاؤهم مضادات حيوية الأموكسيسيلين والبنسلين والإريثروميسين. و تشير النتائج إلى أن س. بولاردى هي الأفضل في منع الإسهال المتعلق بالمضادات الحيوية يليها اللاكتوباسيلوس ج ج في المرتبة الثانية يليهما مزيجاً من س. ثيرموفيلوس و ب. لاكتوس في المرتبة الأخيرة.
لا يمكن إجراء أي استنتاج حول كيفية تَمكن البروبيوتيك من من تقليل خطر الإسهال المتعلق  بأي نوع معين من المضادات الحيوية.
يعد تنظيم تكوين الكائنات الحية في الأمعاء واحدة من الآليات المقترحة لمعرفة كيف يمكن للبروبيوتك أن تحمى من الإصابة بالإسهال المتعلق بالمضادات الحيوية. تشير الدراسات التي تشمل ل.أسيدوفبلوس و بيفيدوباكتيريم أن هذه الميكروبات تمنع نمو البكتيريا اللاهوائية الإختيارية، و التي تميل إلى الزيادة خلال العلاج بالمضادات الحيوية. و نتيجة لذلك، يُلاحظ أن البروبيوتيك يمكن أن يغير و يمنع التغيرات في البكتيريا المعوية الناتجة عن استخدام المضادات الحيوية.

### الإسهال الفيروسي

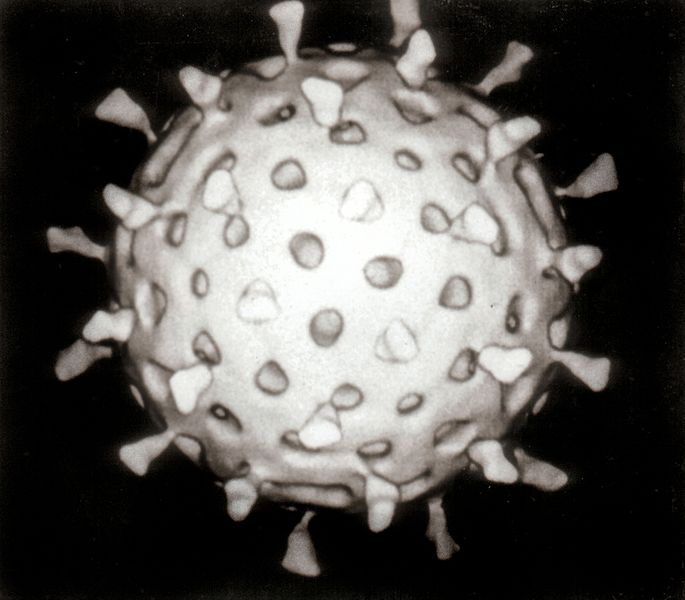
مجسم ثلاثي الأبعاد لفيروس الروتا

يشير الإسهال الفيروسي إلى نوع الإسهال الذي يسببه فيروس الروتا، و هو فيروس غالباً ما يؤثر على الأطفال الصغار و الرضع. أظهر التحليل التلوي لتسع دراسات أجريت سابقًا (أجريت هذه الدراسات في كندا وتايلاند وفنلندا) أن أنواعًا معينة من البروبيوتيك فعالة أيضًا في علاج الإسهال الفيروسي في الأطفال المقبولين بالمستشفيات. و قد تراوحت مواضيع هذه الدراسات من سنة واحدة إلى أكثر من 36 شهرًا. حيث أظهرت نتائج الدراسة أن مدة المرض تتقلص بمعدل 0.7 يوم في المتوسط عند استخدام  لاكتوباسيلوس في علاج الأطفال. على الرغم من أنه لا يزال غير معروف إلى حد كبير كيفية قيام البروبايوتكس بهذا الأمر، إلا أنه قد تم اقتراح آليتين حاليًا. تقترح الآلية الأولى أن لاكتوباسيلوس تعزز تطور الأمعاء (بروتينات جلايوزيلتية)، بالتالي تحمي الجسم من الالتهابات المعوية.

### الإسهال المستمر
أشارت دراسة أجريت عام 2013 إلى أن البروبيوتيك فعالة في علاج الإسهال المستمر لدى الأطفال، على الرغم من الحاجة لإجراء لمزيد من الأبحاث. الإسهال المستمر هو حلقة تبدأ بشكل حاد و لكنها تستمر لمدة 14 يومًا أو أكثر. في الدول النامية هو سبب مهم للمرض و الوفاة في الأطفال دون سن الخامسة. أظهرت الدراسات انخفاض المدة بمعدل أربعة أيام و إقامة أقصر في المستشفى؛ كما قَل تكرار التبرز في اليوم الخامس.

## الحساسية
عادة ما يتم إعطاء البروبيوتيك للأمهات المرضعات وأطفالهن الصغار لمنع الأكزيما، ولكن هناك بعض الشكوك حول مدى قوة الأدلة التي تدعم هذه الممارسة.

## الوقاية
الارتباطات الموثقة بين المركزية وإستهلاك البروبايوتك قليلة جدا وكلها حدثت في المرضى الذين يعانون من مشاكل طبية أساسية. و في حالات نادرة، قد يؤدي إستهلاك البروبيوتيك إلى تعفن الدم ، الإفراز الدموي و تجرثم الدم عند الأطفال الذين يعانون من ضعف في جهاز المناعة و الذين يعانون من أمراض خطيرة بالفعل. لا توجد أي آثار سلبية من ابتلاع بكتيريا لاكتوباسيلوس.